# كفر صقر (مركز)
مركز كفر صقر، مركز إداري مصري. يقع في محافظة الشرقية الواقعة في جمهورية مصر العربية. القاعدة الإدارية للمركز هي مدينة كفر صقر.